# Oxygen (canal de televisão)
Oxygen é um canal de televisão por assinatura estadunidense, que faz parte da NBCUniversal.

## Programas

### Atuais
- Boss Nails
- It Takes A Sister
- Snapped

### Em pausa
- Best Ink
- Fix My Choir
- Funny Girls
- The Prancing Elites Project
- Living Different
- Player Gets Played
- Preachers of Detroit
- Preachers of L.A.
- Sisterhood of Hip Hop
- Snapped: Killer Couples
- Street Art Throwdown
- Tattoos After Dark
- Worst.Post.Ever with Frankie Grande

### Anteriores
- The Glee Project (2011-2012)